# فرودگاه گانادو
فرودگاه گانادو (به انگلیسی: Ganado Airport) یک فرودگاه همگانی است که یک باند فرود خاک دارد و طول باند آن ۱۳۷۲ متر  است. این فرودگاه در کشور ایالات متحده آمریکا قرار دارد و در ارتفاع ۲۰۳۱ متری از سطح دریا واقع شده‌است.